# ギリシア神話 (ロバート・グレーヴス)
『ギリシア神話』(The Greek Myths, 初版1955)は、詩人・文学者ロバート・グレーヴスによるギリシア神話の概説書である。
個々の神話は、まず古典史料の引用をふくめプルタルコスやパウサニアスといった著述家の証言のもとに提示される。続いて、起源とその意味についての、グレーヴス的な意味での解釈が行なわれる。
グレーヴスは、まず、青銅器時代のギリシア地方をペラスゴイ人の母権制社会からギリシア語を話す人々による持続的圧力のもと母系制・父権制社会へと変容していく時代であると考えた。第二段階においては、土地代々の女王(三女神を表象する)によって統治されている居住地へと地方の王たちが異国の王子として来訪し、限られた期間内(もともとは6ヶ月)に次の王によって儀礼的に殺された。王たちは生贄の代理を立てるなどして供犠をなんとかして回避して期間を延ばし延ばしにした。結果として女神の祭司たる女王は従属する貞節な妻へと変貌した。第三段階においては嫡男が統治を次ぐことになった。
『ギリシア神話』においては、神話は上記の全三段階の儀礼に由来する物語として、またギリシア人の王と月-女祭司との争い(グレーヴズの解釈以外には全然立証されていない)に関する歴史の記録として提示された。場合によっては、グレーヴスは、元来母権的・母系的だった時代の仮説的な信仰が後代のギリシア人によって父権的に誤解されてしまったというアイコノトロピー(Iconotropy)、というか後世に神話図像を誤解釈するというプロセスをも思い描いていた。だから、たとえば馬の女神の胎内において争う神的双子のイメージは、後世トロイアの木馬神話を生み出したのだと推測した。
以上の歴史観は、J・J・バッハオーフェンの影響が顕著である。

## 受容
グレーヴスの語りの進め方は、幅広く賞賛された。「サミュエル・バトラーによるホメーロスの翻訳にも似た誠実で親密な効果により、活き活きと魅惑的に物語が表現されている」。このことについては、彼の学術性を激しく論難する批判者も同意している。
テッド・ヒューズやその他の詩人たちは、同じ著者による『白い女神』(The White Goddess)と同じシステムを見出した。ただし『ギリシア神話』にあるのはシステムのうち四分の一程度にすぎず、詩歌作法は入っていない 。
しかしながら、グレーヴスの『ギリシア神話』は、その強い個性ゆえ、生前も死後も手厳しい批判にあっている。グレーヴスは独特な解釈を疑問視された。批判の一つに「彼の解釈はギリシア神話の解釈に対して行なわれた最も優れた貢献なのだろうか、それとも奇妙なナンセンスの寄せ集めなのだろうか。私は、前者に同意するような古典学者を見つけるのは不可能ではないかと恐れている」と言われた。『ギリシア神話』の語源論には問題が多く、また「真の神話」とその他の物語という、ほとんどが直感的な区別は見たところ恣意的だし、神話を現在の私たちが知りうるようなコンテクストから度外視して扱ってもいる。神話を理解するのにグレーヴスのものにせよ他人のものにせよ、いかなる「一般的仮説」も必要としないという基本的前提も、議論になった。
H・J・ローズ他、批判者らは、神話を語るグレーヴス自身の学識も疑わしいという。グレーヴスは『ギリシア神話』をウィリアム・スミスの『ギリシア・ローマ伝記神話辞典』(1844)を最新にしたものであると位置付け、スミスの辞典を今なお「英語における標準的著作」だと評しているが、全く違う。ローズは、グレーヴスが『オックスフォード古典学事典』や「その他1844年以降に英語で出版された無数の神話概説本の類を知っている様子が見えない」と指摘している(ローズ自身もグレーヴス以前にギリシア神話概説書を出版していた)。彼はまた明確な間違いや無数の脱落を発見しているが、中でも深刻なのはソポクレスの『アイアース』に関する議論についてのものであるという。こうした批判は以来無数の批判者によって繰り返されている。
グレーヴス自身は古典学者らによる反応について、定義からして彼らは法廷的に神話を吟味する、詩的キャパシティに欠けているのだと言っている。

## 日本語訳
- 『ギリシア神話』 高杉一郎訳　紀伊国屋書店（上・下）、1962-73年、 ISBN 4314000201、ISBN 431400097X
- 『ギリシア神話』 高杉一郎訳　紀伊国屋書店（新装全1巻）、1998年、ISBN 431400827X